# Cryptobatrachus fuhrmanni
Cryptobatrachus fuhrmanni är en groddjursart som först beskrevs av Mario Giacinto Peracca 1914.  Cryptobatrachus fuhrmanni ingår i släktet Cryptobatrachus och familjen Hemiphractidae. IUCN kategoriserar arten globalt som sårbar. Inga underarter finns listade i Catalogue of Life.